# Sonate K. 108
La sonate K. 108 (F.67/L.249) en sol mineur est une œuvre pour clavier du compositeur italien Domenico Scarlatti.

## Présentation
La sonate K. 108 en sol mineur est notée Allegro. Ici Scarlatti transforme le clavecin dans toute sa puissance en orchestre où des timbales donnent le rythme, avec une main gauche qui « tombe comme une bombe, en parcourant quatre octaves sur le clavecin ».

## Manuscrits
Le manuscrit principal est le numéro 11 du volume XV de Venise (1752), copié pour Maria Barbara ; les autres sources manuscrites étant Parme V 12, Münster IV 51, Vienne B 51 et le numéro 30 et dernier du manuscrit Ayerbe de Madrid (E-Mc, ms. 3-1408).

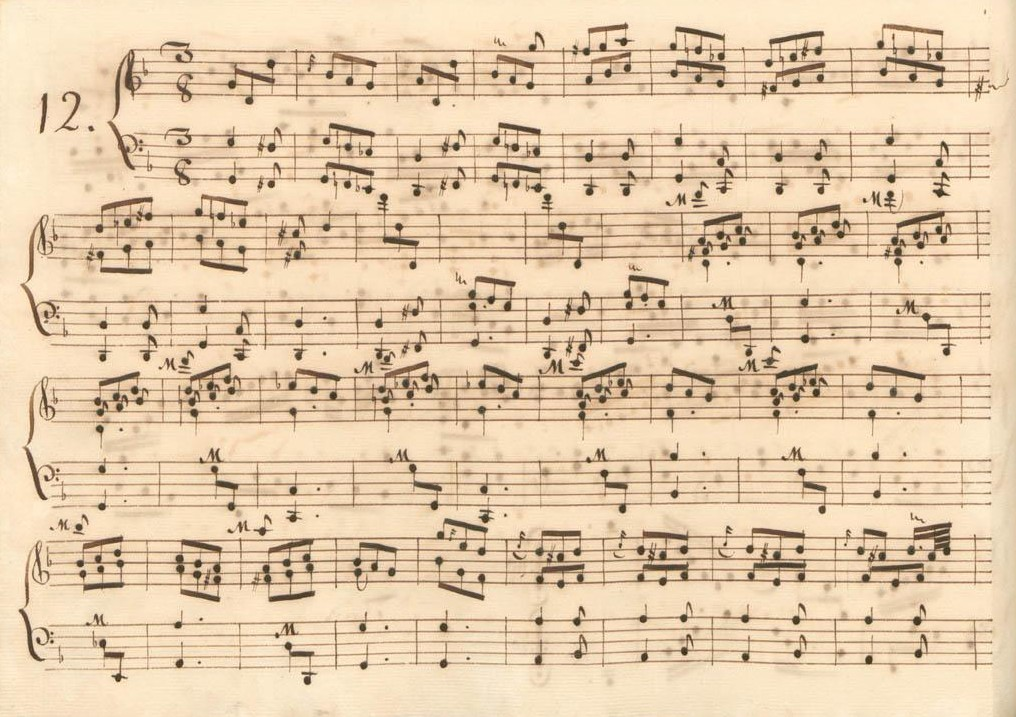
Parme V 12.
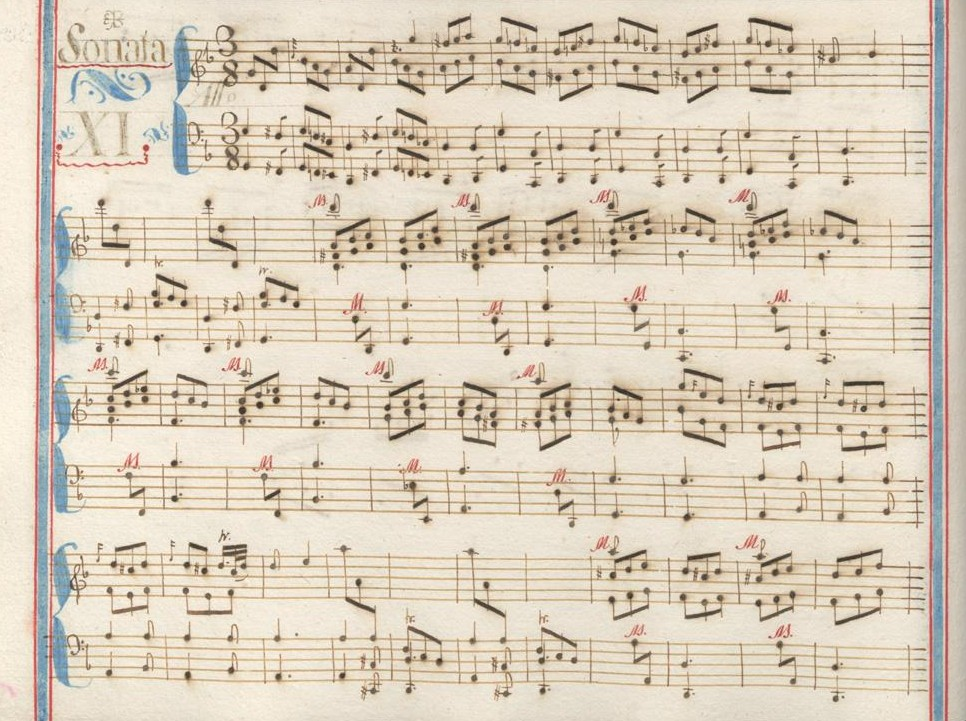
Venise XV 11.
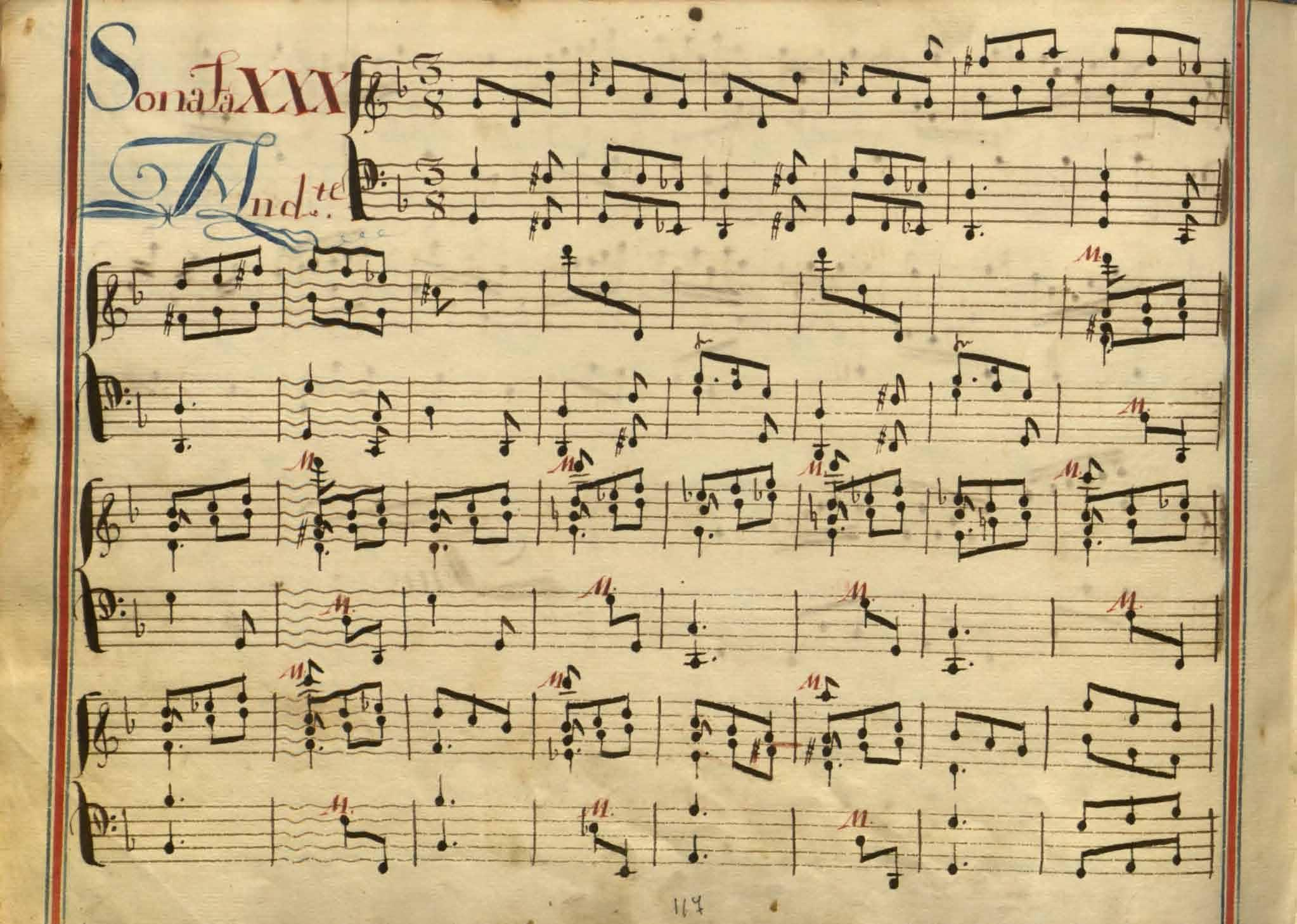
Madrid, 30.

## Interprètes
La sonate K. 108 est interprétée au piano, notamment par Christian Zacharias (2002, MDG) et Carlo Grante (2009, Music & Arts, vol. 2).
Au clavecin — outre Scott Ross (1985, Erato) — l'enregistrent Andreas Staier (1991, DHM), Pieter-Jan Belder (Brilliant Classics) ainsi que Richard Lester (2005, Nimbus, vol. 6).

## Sources
: document utilisé comme source pour la rédaction de cet article.
- Ralph Kirkpatrick (trad. de l'anglais par Dennis Collins), Domenico Scarlatti, Paris, Lattès, coll. « Musique et Musiciens », 1982 (1re éd. 1953 (en)), 493 p. (OCLC 954954205, BNF 34689181).
- Alain de Chambure, « Domenico Scarlatti : Intégrale des sonates — Scott Ross », p. 208, Erato (2564-62092-2), 1985 (OCLC 891183737) .
- (es) Laura Cuervo Calvo, « El manuscrito Ayerbe : una fuente española de las sonatas de Domenico Scarlatti de mediados del siglo XVIII », Ad Parnassum, Ut Orpheus Edizioni, vol. 13, no 25,‎ avril 2015, p. 1–26 (ISSN 1722-3954, OCLC 1006521868, lire en ligne).